# Petersburg (Tennessee)
Petersburg es un pueblo ubicado en los condados de Lincoln y Marshall en el estado estadounidense de Tennessee. En el Censo de 2010 tenía una población de 544 habitantes y una densidad poblacional de 223,21 personas por km².

## Geografía
Petersburg se encuentra ubicado en las coordenadas 35°19′3″N 86°38′27″O / 35.31750, -86.64083. Según la Oficina del Censo de los Estados Unidos, Petersburg tiene una superficie total de 2.44 km², de la cual 2.44 km² corresponden a tierra firme y (0%) 0 km² es agua.

## Demografía
Según el censo de 2010, había 544 personas residiendo en Petersburg. La densidad de población era de 223,21 hab./km². De los 544 habitantes, Petersburg estaba compuesto por el 90.99% blancos, el 5.51% eran afroamericanos, el 0.18% eran amerindios, el 0% eran asiáticos, el 0% eran isleños del Pacífico, el 1.65% eran de otras razas y el 1.65% pertenecían a dos o más razas. Del total de la población el 3.13% eran hispanos o latinos de cualquier raza.